# Mississauga St. Michael’s Majors
Die Mississauga St. Michael’s Majors waren eine kanadische Eishockeymannschaft aus Mississauga, Ontario. Das Team wurde 2007 als Nachwuchsteam gegründet und spielte bis zum Ende der Saison 2011/12 in einer der drei höchsten kanadischen Junioren-Eishockeyligen, der Ontario Hockey League (OHL).

## Geschichte

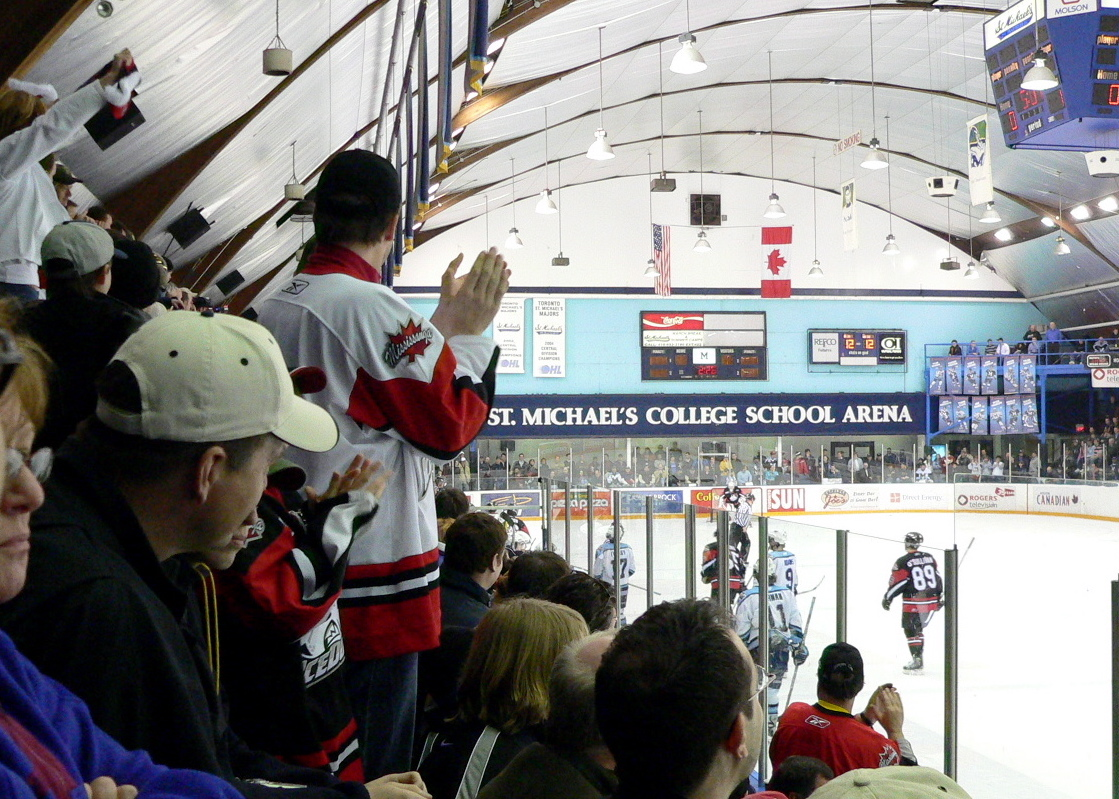
Das Hershey Centre, Spielstätte der Majors

Die Toronto St. Michael’s Majors wurden 2007 nach Mississauga, Ontario, umgesiedelt, wo sie seitdem als Mississauga St. Michael’s Majors in der Ontario Hockey League spielen. Zuvor hatte Eugene Melnyk, der Besitzer der Ottawa Senators und Gründer von Biovail vom St. Michael’s College die Rechte am Franchise erworben und die Mississauga IceDogs, die er am 12. Juli 2006 gekauft hatte, an Bill Burke verkauft, der sie nach der Saison 2006/07 nach St. Catharines, Ontario, umsiedelte, wo sie seitdem als Niagara IceDogs in der OHL aktiv sind.
In ihrer Premierensaison wurden die Mississauga St. Michael’s Majors Dritter in ihrer Division und schieden in den Conferences-Viertelfinalspielen mit einem Sweep in der Best-of-Seven-Serie gegen die Niagara IceDogs aus. In der Saison 2008/09 wurden sie Zweiter der Central Division und schlugen in den Playoffs zunächst im Conference-Viertelfinale die Barrie Colts mit 4:1-Siegen, ehe sie im Conference-Halbfinale mit 2:4-Siegen am Brampton Battalion scheiterten. Im Schnitt besuchten 1.953 Zuschauer die Spiele der Majors in der OHL bei einem Fassungsvermögen von 5.400 Besuchern. Damit hatte Mississauga den zweitschlechtesten Zuschauerschnitt der gesamten Canadian Hockey League.
In der Saison 2010/11 erreichten die Majors erstmals die Finalserie um den J. Ross Robertson Cup und unterlagen erst in der entscheidenden siebten Begegnung den Owen Sound Attack. Als Gastgeber war das Team für den Memorial Cup 2011 qualifiziert und schaffte erneut den Einzug ins Endspiel, bei dem die Mannschaft gegen die Saint John Sea Dogs verlor.
Im Mai 2012 wurde das Team von Besitzer Eugene Melnyk an die Mississauger Unternehmer Elliott Kerr und David Livingston verkauft und in Mississauga Steelheads umbenannt.

## Erfolge
| J. Ross Robertson Cup - keine Bobby Orr Trophy - 2010/11 | Hamilton Spectator Trophy - 2010/11: 108 Punkte Divisionstitel - 2010/11 Emms Trophy, Central Division |

## Geehrte Spieler
Folgende Spieler werden von den Mississauga St. Michael’s Majors mit Bannern geehrt:
- Bobby Bauer
- David Bauer
- Gerry Cheevers
- Tim Horton
- Ted Lindsay
- Frank Mahovlich